# Helicam
Una Helicam o Coptercam es un helicóptero radiocontrolado utilizado para obtener imágenes aéreas, ya se mediante una cámara fotográfica, cámara filmadora o sensores más específicos como termografías.
El soporte de cámaras, también conocido como gimbal, montura o cabeza caliente, es también radiocontrolado permitiendo movimientos en los ejes de paneo, cabeceo y rolido. Un sistema inalámabrico a bordo de estas aeronaves transmite la señal en vivo al operador de este dispositivo. Las imágenes pueden ser grabadas a bordo, en la estación de recepción o en ambas. Estas pequeñas aeronaves se controlan con dos operadores con mandos independientes: Piloto de helicam y Operador de cámara.
Una de las características de los helicams es su flexibilidad y tamaño reducido, el sistema puede ser volado prácticamente en cualquier lugar con una pequeña área de despegue y aterrizaje de unos 4 metros cuadrados. La autonomía de vuelo varía entre 15 y 30 minutos, el repostaje de combustible se realiza en segundos. La motorización puede ser con motores de combustión interna, eléctrica y turbina.
El campo de aplicación de estos sistemas es amplio: publicidad, inspección, exploración, búsqueda y rescate, cinematografía, cartografía, usos militares, etc. 
El advenimiento de sistemas de pilotaje autónomo basados en GPS hará expandir el uso de esta tecnología a nuevos niveles.
Un sistema inalámbrico a bordo de estas Aeronaves RC transmite la señal en vivo al operador en tierra, estas imágenes pueden ser monitoreadas para capturar tanto Fotografía como Video, para luego ser editadas.
El uso de estos Helicópteros y Aviones permite Fotografiar o Grabar Lugares que de otra manera serían imposibles de registrar, y así obtener perspectivas totalmente nuevas e innovadoras

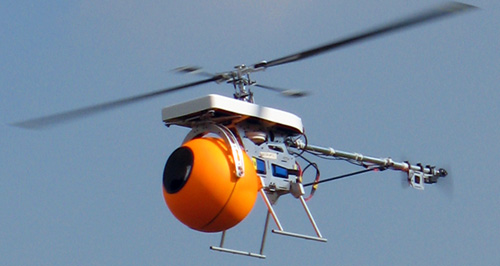

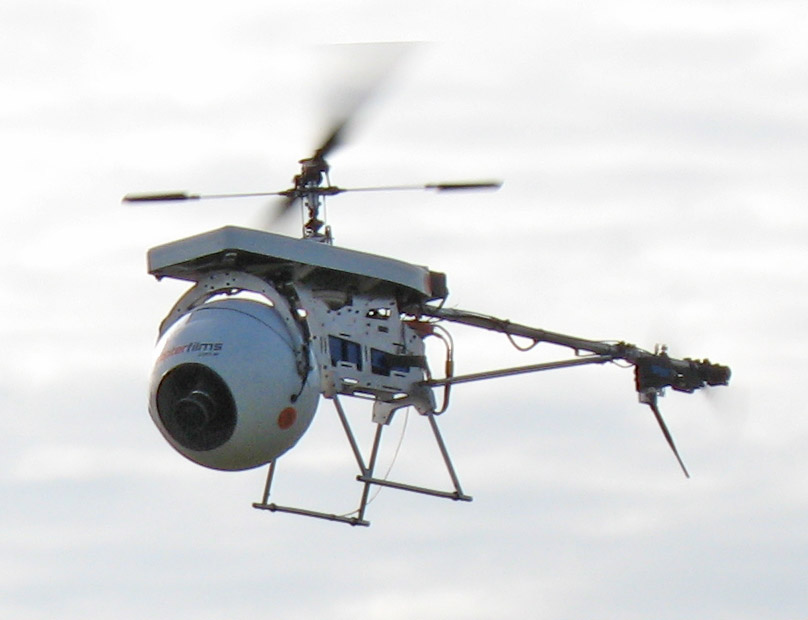